# All-Star Game de la NBA 2017
El All-Star Game de la NBA de 2017 fue la sexagésima sexta edición del partido de las estrellas de la NBA. Tuvo lugar el 19 de febrero de 2017 en el Smoothie King Center de Nueva Orleans, Luisiana. Inicialmente estaba planeado que tuviese lugar en el Spectrum Center de Charlotte, pero se cambió de lugar debido a la aprobación en el estado de Carolina del Norte de una ley que discrimina al colectivo de lesbianas, gais, bisexuales y transexuales.

## All-Star Game

### Jugadores
El proceso de selección de los jugadores que conforman los quintetos iniciales varió con respecto a ediciones pasadas. En esta ocasión, el voto popular sólo suponía el 50% de la decisión final, siendo la prensa especializada y los propios jugadores los que tendrían un 25% del voto respectivamente. Los reservas fueron elegidos por los entrenadores de cada una de las conferencias, sin que estos puedan votar a jugadores de sus propios equipos. Los entrenadores debían de elegir a dos bases, dos aleros, un pívot y otros dos jugadores más sin importar su posición. Si un jugador no puede participar por lesión será el comisionado quien elija a su sustituto.
El 19 de enero de 2017, la NBA reveló los resultados finales de las votaciones para los quintetos titulares del All-Star Game. Kyrie Irving de los Cleveland Cavaliers y DeMar DeRozan de los Toronto Raptors fueron la pareja de backcourt elegidos en la Conferencia Este, logrando su cuarta y tercera elección para un All-Star respectivamente. LeBron James fue elegido en el quinteto titular por decimotercera vez en su carrera, igualando en elecciones a Dirk Nowitzki entre los jugadores en activo con más selecciones. Junto a James en el frontcourt del Este estarán Jimmy Butler de los Chicago Bulls, su tercera selección consecutiva, y Giannis Antetokounmpo de los Milwaukee Bucks, en su primera aparición en un All-Star en su corta carrera, siendo el primer Buck en ser elegido desde Michael Redd en 2004.
Stephen Curry de los Golden State Warriors y James Harden de los Houston Rockets fueron elegidos en el backcourt del Oeste, logrando sus cuarta y quinte selección para un All-Star respectivamente. En el frontcourt, Kevin Durant de Golden State Warriors fue elegido por octava vez en su carrera, junto con Kawhi Leonard de San Antonio Spurs y Anthony Davis de New Orleans Pelicans, sus segunda y cuarta aparición, respectivamente.
El 26 de enero fueron anunciados los jugadores suplentes, entre los que se encuentra el español Marc Gasol, que disputará este encuentro por tercera vez.
| Pos.                                      | Jugador          | Equipo              | N.º All-Stars    | Votos            |
| Quinteto inicial                          | Quinteto inicial | Quinteto inicial    | Quinteto inicial | Quinteto inicial |
| ----------------------------------------- | ---------------- | ------------------- | ---------------- | ---------------- |
| B                                         | Kyrie Irving     | Cleveland Cavaliers | 4                | 1.696.769        |
| E                                         | DeMar DeRozan    | Toronto Raptors     | 3                | 796.112          |
| A                                         | Jimmy Butler     | Chicago Bulls       | 3                | 691.072          |
| AP                                        | LeBron James     | Cleveland Cavaliers | 13               | 1.893.751        |
| P                                         | G. Antetokounmpo | Milwaukee Bucks     | 1                | 1.609.463        |
| Reservas                                  |                  |                     |                  |                  |
| B                                         | Isaiah Thomas    | Boston Celtics      | 2                | 755.102          |
| B                                         | John Wall        | Washington Wizards  | 4                | 301.437          |
| B                                         | Kemba Walker     | Charlotte Hornets   | 1                | 170.299          |
| B                                         | Kyle Lowry       | Toronto Raptors     | 3                | 471.697          |
| A                                         | Paul George      | Indiana Pacers      | 4                | 426.325          |
| AP                                        | Kevin Love       | Cleveland Cavaliers | 4                | 909.488          |
| A                                         | Carmelo Anthony  | New York Knicks     | 10               | 544.133          |
| P                                         | Paul Millsap     | Atlanta Hawks       | 4                | 39.551           |
| Entrenador: Brad Stevens (Boston Celtics) |                  |                     |                  |                  |

| Pos.                                           | Jugador           | Equipo                | N.º All-Stars    | Votos            |
| Quinteto inicial                               | Quinteto inicial  | Quinteto inicial      | Quinteto inicial | Quinteto inicial |
| ---------------------------------------------- | ----------------- | --------------------- | ---------------- | ---------------- |
| B                                              | Stephen Curry     | Golden State Warriors | 4                | 1.848.121        |
| E                                              | James Harden      | Houston Rockets       | 5                | 1.771.375        |
| A                                              | Kawhi Leonard     | San Antonio Spurs     | 2                | 1.058.399        |
| AP                                             | Kevin Durant      | Golden State Warriors | 8                | 1.768.185        |
| P                                              | Anthony Davis     | New Orleans Pelicans  | 4                | 974.802          |
| Reservas                                       |                   |                       |                  |                  |
| B                                              | Russell Westbrook | Oklahoma City Thunder | 6                | 1.575.865        |
| E                                              | Klay Thompson     | Golden State Warriors | 3                | 1.054.304        |
| A                                              | Gordon Hayward    | Utah Jazz             | 1                | 160.209          |
| AP                                             | Draymond Green    | Golden State Warriors | 2                | 914.973          |
| P                                              | Marc Gasol        | Memphis Grizzlies     | 3                | 273.705          |
| P                                              | DeMarcus Cousins  | Sacramento Kings      | 3                | 654.275          |
| P                                              | DeAndre Jordan    | Los Angeles Clippers  | 1                | 237.708          |
| Entrenador: Steve Kerr (Golden State Warriors) |                   |                       |                  |                  |

1. 1 2  Carmelo Anthony fue elegido por el comisionado Adam Silver para sustituir al lesionado Kevin Love.[4]

### Votaciones ponderadas tras el nuevo sistema
| Pos. | Jugador       | Equipo              | V. af. | V. jug. | V. pr. | Media votos |
| ---- | ------------- | ------------------- | ------ | ------- | ------ | ----------- |
| B    | Kyrie Irving  | Cleveland Cavaliers | 1      | 1       | 3      | 1.5         |
| E    | DeMar DeRozan | Toronto Raptors     | 3      | 3       | 2      | 2.75        |
| B    | Isaiah Thomas | Boston Celtics      | 4      | 2       | 1      | 2.75        |
| E    | Dwyane Wade   | Chicago Bulls       | 2      | 6       | 6      | 4           |
| B    | Kyle Lowry    | Toronto Raptors     | 5      | 5       | 4      | 4.75        |
| B    | John Wall     | Washington Wizards  | 7      | 4       | 5      | 5.75        |
| B    | Derrick Rose  | New York Knicks     | 6      | 9       | 8      | 7.25        |
| B    | Kemba Walker  | Charlotte Hornets   | 9      | 7       | 6      | 7.75        |
| E    | Avery Bradley | Boston Celtics      | 10     | 12      | 8      | 10          |
| E    | Bradley Beal  | Washington Wizards  | 14     | 8       | 8      | 11          |

| Pos. | Jugador               | Equipo              | V. af. | V. jug. | V. pr. | Media votos |
| ---- | --------------------- | ------------------- | ------ | ------- | ------ | ----------- |
| A    | LeBron James          | Cleveland Cavaliers | 1      | 1       | 1      | 1           |
| A    | Giannis Antetokounmpo | Milwaukee Bucks     | 2      | 2       | 2      | 2           |
| A    | Jimmy Butler          | Chicago Bulls       | 5      | 3       | 3      | 4           |
| P    | Joel Embiid           | Philadelphia 76ers  | 3      | 8       | 5      | 4.75        |
| AP   | Kevin Love            | Cleveland Cavaliers | 4      | 7       | 4      | 4.75        |
| AP   | Kristaps Porziņģis    | New York Knicks     | 7      | 6       | 6      | 6.25        |
| A    | Paul George           | Indiana Pacers      | 8      | 4       | 8      | 7           |
| A    | Carmelo Anthony       | New York Knicks     | 6      | 6       | 12     | 7.5         |
| AP   | Jabari Parker         | Milwaukee Bucks     | 10     | 10      | 12     | 10.5        |
| P    | Hassan Whiteside      | Miami Heat          | 11     | 14      | 8      | 11          |

| Pos. | Jugador           | Equipo                 | V. af. | V. jug. | V. pr. | Media votos |
| ---- | ----------------- | ---------------------- | ------ | ------- | ------ | ----------- |
| B    | Stephen Curry     | Golden State Warriors  | 1      | 3       | 3      | 2           |
| B-E  | James Harden      | Houston Rockets        | 2      | 2       | 2      | 2           |
| B    | Russell Westbrook | Oklahoma City Thunder  | 3      | 1       | 1      | 2           |
| E    | Klay Thompson     | Golden State Warriors  | 4      | 8       | 4      | 5           |
| B    | Chris Paul        | Los Angeles Clippers   | 5      | 6       | 4      | 5           |
| B    | Damian Lillard    | Portland Trail Blazers | 8      | 4       | 6      | 6.5         |
| E    | Eric Gordon       | Houston Rockets        | 7      | 15      | 6      | 8.75        |
| E    | C.J. McCollum     | Portland Trail Blazers | 16     | 5       | 6      | 10.75       |
| E    | Andre Iguodala    | Golden State Warriors  | 9      | 22      | 6      | 11.5        |
| E    | Emanuel Ginobili  | San Antonio Spurs      | 10     | 20      | 6      | 11.5        |

| Pos. | Jugador            | Equipo                | V. af. | V. jug. | V. pr. | Media votos |
| ---- | ------------------ | --------------------- | ------ | ------- | ------ | ----------- |
| A    | Kevin Durant       | Golden State Warriors | 1      | 1       | 1      | 1           |
| A    | Kawhi Leonard      | San Antonio Spurs     | 3      | 2       | 2      | 2.5         |
| AP   | Anthony Davis      | New Orleans Pelicans  | 4      | 3       | 3      | 3.5         |
| P    | DeMarcus Cousins   | Sacramento Kings      | 6      | 4       | 4      | 5           |
| AP   | Draymond Green     | Golden State Warriors | 5      | 9       | 6      | 6.25        |
| AP   | Zaza Pachulia      | Golden State Warriors | 2      | 12      | 10     | 6.5         |
| A    | Marc Gasol         | Memphis Grizzlies     | 10     | 5       | 5      | 7.5         |
| A    | Karl-Anthony Towns | Minnesota T'wolves    | 10     | 7       | 10     | 7.75        |
| AP   | LaMarcus Aldridge  | San Antonio Spurs     | 8      | 6       | 10     | 8           |
| P    | DeAndre Jordan     | Los Angeles Clippers  | 11     | 7       | 8      | 9.25        |

### Partido
| 19 de febrero, 20:00 ET | Conferencia Este                                                              | 182–192              | Conferencia Oeste                                                           | |  |
|                         | Parciales: 53–48, 39–49, 47–47, 43–48                                         |                      |                                                                             | |  |
|                         | Estadísticas Giannis Antetokounmpo - 30 Carmelo Anthony - 7 Kyrie Irving - 14 | Reporte Pts Reb Asts | Estadísticas Anthony Davis - 52 Davis, Durant, Gasol - 10 James Harden - 12 | Pabellón: Smoothie King Center, Nueva Orleans, Luisiana Asistencia: 15 701 espectadores Árbitros: * Ken Mauer - Ed Malloy - Tom Washington Televisión: TNT |  |

## All-Star Weekend

### BBVA Rising Stars Challenge
El BBVA Rising Stars Challenge es un partido de exhibición en el que participan los mejores jugadores de primer año (Rookies) y segundo año (Sophomores). El partido consta de dos tiempos de 20 minutos, similar al baloncesto universitario.
El formato del partido es el mismo utilizado en años anteriores, enfrentando a los Estados Unidos contra el Resto del Mundo. Los participantes han sido divididos entre los diez mejores jugadores de primer y segundo año de nacionalidad estadounidense, y los diez mejores jugadores de primer y segundo año de nacionalidad extranjera, similar al Nike Hoop Summit que utiliza este formato desde 1995.
| 17 de febrero, 21:00 ET | USA                                                                       | 141–150              | Mundo                                                              |                                                                        |  |
|                         | Marcador por tiempos: 66-77, 75-73                                        |                      |                                                                    |                                                                        |  |
|                         | Estadísticas Frank Kaminsky - 33 Karl-Anthony Towns - 11 Devin Booker - 6 | Reporte Pts Reb Asts | Estadísticas Jamal Murray - 36 Nikola Jokić - 11 Jamal Murray - 11 | Pabellón: Smoothie King Center, New Orleans, Luisiana Televisión: ESPN |  |

| Pos.        | Jugador            | Equipo                 | Año       |
| ----------- | ------------------ | ---------------------- | --------- |
| B           | D'Angelo Russell   | Los Angeles Lakers     | Sophomore |
| E           | Malcolm Brogdon    | Milwaukee Bucks        | Rookie    |
| E           | Devin Booker       | Phoenix Suns           | Sophomore |
| E           | Jonathon Simmons   | San Antonio Spurs      | Sophomore |
| A           | Brandon Ingram     | Los Angeles Lakers     | Rookie    |
| AP/P        | Marquese Chriss    | Phoenix Suns           | Rookie    |
| AP/P        | Frank Kaminsky     | Charlotte Hornets      | Sophomore |
| P           | Jahlil Okafor      | Philadelphia 76ers     | Sophomore |
| P           | Myles Turner       | Indiana Pacers         | Sophomore |
| P           | Karl-Anthony Towns | Minnesota Timberwolves | Sophomore |
| Entrenador: |                    |                        |           |

| Pos.        | Jugador            | Equipo                | Año       |
| ----------- | ------------------ | --------------------- | --------- |
| B           | Emmanuel Mudiay    | Denver Nuggets        | Sophomore |
| B           | Dante Exum         | Utah Jazz             | Sophomore |
| E           | Jamal Murray       | Denver Nuggets        | Rookie    |
| E           | Buddy Hield        | New Orleans Pelicans  | Rookie    |
| AP          | Domantas Sabonis   | Oklahoma City Thunder | Rookie    |
| AP          | Dario Šarić        | Philadelphia 76ers    | Rookie    |
| AP          | Trey Lyles         | Utah Jazz             | Sophomore |
| P           | Kristaps Porziņģis | New York Knicks       | Sophomore |
| P           | Nikola Jokić       | Denver Nuggets        | Sophomore |
| P           | Joel Embiid        | Philadelphia 76ers    | Rookie    |
| E           | Alex Abrines       | Oklahoma City Thunder | Rookie    |
| AP          | Willy Hernangómez  | New York Knicks       | Rookie    |
| Entrenador: |                    |                       |           |

1. 1 2  Willy Hernangómez fue elegido para remplazar al lesionado Emmanuel Mudiay.[8]
2. 1 2  Alex Abrines fue elegido para remplazar al lesionado Joel Embiid.[9]

### Taco Bell Skill Challenge
El Taco Bell Skill Callenge es un concurso de habilidades donde se prueba la capacidad de pasar, driblar y anotar el balón. Consiste en un ejercicio en el que se deben driblar obstáculos, hacer un pase directo y encestar algunas canastas. 
| Pos. | Jugador            | Equipo               | Altura          | Peso            |
| ---- | ------------------ | -------------------- | --------------- | --------------- |
| P    | Joel Embiid        | Philadelphia 76ers   | 2,13 m (7′ 0″)  | 127 kg (279 lb) |
| A/P  | Anthony Davis      | New Orleans Pelicans | 2,08 m (6′ 10″) | 115 kg (253 lb) |
| A/P  | Kristaps Porziņģis | New York Knicks      | 2,21 m (7′ 3″)  | 109 kg (240 lb) |
| P    | DeMarcus Cousins   | Sacramento Kings     | 2,11 m (6′ 11″) | 122 kg (268 lb) |
| P    | Nikola Jokić       | Denver Nuggets       | 2,11 m (6′ 11″) | 129 kg (284 lb) |
| A    | Gordon Hayward     | Utah Jazz            | 2,01 m (6′ 7″)  | 103 kg (227 lb) |
| B    | Devin Booker       | Phoenix Suns         | 1,96 m (6′ 5″)  | 93 kg (205 lb)  |
| B    | John Wall          | Washington Wizards   | 1,93 m (6′ 4″)  | 89 kg (196 lb)  |
| B    | Isaiah Thomas      | Boston Celtics       | 1,75 m (5′ 9″)  | 84 kg (185 lb)  |

1. 1 2  Nikola Jokić fue elegido para remplazar al lesionado Joel Embiid.[11]

|  | Cuartos de final              | Cuartos de final              | Cuartos de final        |                         |                         | Semifinales             | Semifinales | Semifinales |  |                       | Final                 | Final | Final |  |
|  |                               |                               |                         |                         |                         |                         |             |             |  |                       |                       |       |       |  |
|  |                               |                               |                         |                         |                         |                         |             |             |  |                       |                       |       |       |  |
|  | John Wall (Washington)        | John Wall (Washington)        | X                       |                         |                         |                         |             |             |  |                       |                       |       |       |  |
|  | John Wall (Washington)        | John Wall (Washington)        | X                       |                         |                         |                         |             |             |  |                       |                       |       |       |  |
|  | Gordon Hayward (Utah)         | Gordon Hayward (Utah)         | O                       |                         |                         |                         |             |             |  |                       |                       |       |       |  |
|  | Gordon Hayward (Utah)         | Gordon Hayward (Utah)         | O                       |                         | Gordon Hayward (Utah)   | Gordon Hayward (Utah)   | O           |             |  |                       |                       |       |       |  |
|  |                               |                               |                         |                         | Gordon Hayward (Utah)   | Gordon Hayward (Utah)   | O           |             |  |                       |                       |       |       |  |
|  |                               |                               | Isaiah Thomas (Boston)  | Isaiah Thomas (Boston)  | X                       |                         |             |             |  |                       |                       |       |       |  |
|  | Isaiah Thomas (Boston)        | Isaiah Thomas (Boston)        | Isaiah Thomas (Boston)  | Isaiah Thomas (Boston)  | X                       | O                       |             |             |  |                       |                       |       |       |  |
|  | Isaiah Thomas (Boston)        | Isaiah Thomas (Boston)        |                         |                         |                         |                         |             |             |  |                       |                       |       |       |  |
|  | Devin Booker (Phoenix)        | Devin Booker (Phoenix)        | X                       |                         |                         |                         |             |             |  |                       |                       |       |       |  |
|  | Devin Booker (Phoenix)        | Devin Booker (Phoenix)        | X                       |                         |                         |                         |             |             |  | Gordon Hayward (Utah) | Gordon Hayward (Utah) | X     |       |  |
|  |                               |                               |                         |                         |                         |                         |             |             |  | Gordon Hayward (Utah) | Gordon Hayward (Utah) | X     |       |  |
|  |                               |                               | Kristaps Porziņģis (NY) | Kristaps Porziņģis (NY) | O                       |                         |             |             |  |                       |                       |       |       |  |
|  | DeMarcus Cousins (Sacramento) | DeMarcus Cousins (Sacramento) | Kristaps Porziņģis (NY) | Kristaps Porziņģis (NY) | O                       | X                       |             |             |  |                       |                       |       |       |  |
|  | DeMarcus Cousins (Sacramento) | DeMarcus Cousins (Sacramento) |                         |                         |                         |                         |             |             |  |                       |                       |       |       |  |
|  | Kristaps Porziņģis (New York) | Kristaps Porziņģis (New York) | O                       |                         |                         |                         |             |             |  |                       |                       |       |       |  |
|  | Kristaps Porziņģis (New York) | Kristaps Porziņģis (New York) | O                       |                         | Kristaps Porziņģis (NY) | Kristaps Porziņģis (NY) | O           |             |  |                       |                       |       |       |  |
|  |                               |                               |                         |                         | Kristaps Porziņģis (NY) | Kristaps Porziņģis (NY) | O           |             |  |                       |                       |       |       |  |
|  |                               |                               | Nikola Jokić (Denver)   | Nikola Jokić (Denver)   | X                       |                         |             |             |  |                       |                       |       |       |  |
|  | Anthony Davis (New Orleans)   | Anthony Davis (New Orleans)   | Nikola Jokić (Denver)   | Nikola Jokić (Denver)   | X                       | X                       |             |             |  |                       |                       |       |       |  |
|  | Anthony Davis (New Orleans)   | Anthony Davis (New Orleans)   |                         |                         |                         |                         |             |             |  |                       |                       |       |       |  |
|  | Nikola Jokić (Denver)         | Nikola Jokić (Denver)         | O                       |                         |                         |                         |             |             |  |                       |                       |       |       |  |
|  | Nikola Jokić (Denver)         | Nikola Jokić (Denver)         | O                       |                         |                         |                         |             |             |  |                       |                       |       |       |  |
|  |                               |                               |                         |                         |                         |                         |             |             |  |                       |                       |       |       |  |

### Verizon Slam Dunk Contest
El Verizon Slam Dunk Contest es una competición de mates en la que los participantes intentan mostrar sus mejores habilidades y estilos a la hora de atacar el aro.
| Pos. | Jug ador           | Equipo               | Altura          | Peso            | 1.ª ronda  | Ronda final |
| ---- | ------------------ | -------------------- | --------------- | --------------- | ---------- | ----------- |
| A    | Glenn Robinson III | Indiana Pacers       | 1,98 m (6′ 6″)  | 100 kg (220 lb) | 91 (50+41) | 94 (44+50)  |
| A    | Derrick Jones Jr.  | Phoenix Suns         | 1,98 m (6′ 6″)  | 95 kg (209 lb)  | 95 (45+50) | 87 (37+50)  |
| P    | DeAndre Jordan     | Los Angeles Clippers | 2,11 m (6′ 11″) | 120 kg (264 lb) | 84 (41+43) | —           |
| AP   | Aaron Gordon       | Orlando Magic        | 2,03 m (6′ 8″)  | 107 kg (235 lb) | 72 (38+34) | —           |

### JBL Three-Point Contest
El JBL Three-Point Contest es un concurso de triples en el que los participantes tratan de anotar tantos intentos como puedan en un minuto. Hay cinco carriles de balones desplegados a lo largo del arco de tres puntos: uno al principio, otro al final, otro en la mitad y otros dos a 45° de la mitad. De los cinco balones que dispone cada carril, cuatro son de un valor de un punto, mientras que el quinto, un balón tricolor, vale dos puntos. Uno de los cinco carriles disponibles tiene los cinco balones dorados de dos puntos, el cual el participante puede situarle donde más prefiera. 
| Pos. | Jugador         | Equipo                 | Altura         | Peso            | 1.ª ronda | Ronda final |
| ---- | --------------- | ---------------------- | -------------- | --------------- | --------- | ----------- |
| E    | Eric Gordon     | Houston Rockets        | 1,91 m (6′ 3″) | 98 kg (216 lb)  | 25        | 20 (21)     |
| B    | Kyrie Irving    | Cleveland Cavaliers    | 1,88 m (6′ 2″) | 88 kg (194 lb)  | 20        | 20 (18)     |
| B    | Kemba Walker    | Charlotte Hornets      | 1,83 m (6′ 0″) | 83 kg (183 lb)  | 19        | 17          |
| E/A  | Nick Young      | Los Angeles Lakers     | 2,01 m (6′ 7″) | 95 kg (209 lb)  | 18        | —           |
| E    | Klay Thompson   | Golden State Warriors  | 1,98 m (6′ 6″) | 98 kg (216 lb)  | 18        | —           |
| E    | Wesley Matthews | Dallas Mavericks       | 1,96 m (6′ 5″) | 100 kg (220 lb) | 11        | —           |
| E    | C. J. McCollum  | Portland Trail Blazers | 1,91 m (6′ 3″) | 86 kg (189 lb)  | 10        | —           |
| B    | Kyle Lowry      | Toronto Raptors        | 1,83 m (6′ 0″) | 89 kg (196 lb)  | 9         | —           |

### Celebrity game
El partido de las celebridades se celebrará entre un equipo del Este y otro del Oeste, dirigidos por los presentadores de SportsCenter de la ESPN Michael Smith y Jemele Hill. También jugarán dos leyendas de la NBA, Jason Williams y Baron Davis, así como Lindsay Whalen y Candace Parker de la WNBA.
| 17 de febrero 19:00 ET | Team East                             | 88–59 | Team West |                                                                           |
|                        | Parciales: 20–12, 19–11, 20–19, 29–17 |       |           |                                                                           |
|                        |                                       |       |           | Pabellón: Mercedes-Benz Superdome, New Orleans, Luisiana Televisión: ESPN |

| Jugador                                          | Oficio                       |
| ------------------------------------------------ | ---------------------------- |
| Brandon Armstrong                                | Exjugador NBA                |
| Win Butler (3)                                   | Músico                       |
| Nick Cannon (9)                                  | Actor, rapero                |
| Rachel DeMita                                    | Personalidad de TV NBA 2K    |
| Ansel Elgort (2)                                 | Actor                        |
| Marc Lasry (2)                                   | Dueño de los Milwaukee Bucks |
| Caleb McLaughlin                                 | Actor                        |
| Peter Rosenberg                                  | Disc-jockey                  |
| Oscar Schmidt                                    | Leyenda del baloncesto       |
| Lindsay Whalen                                   | Jugadora de la WNBA          |
| Jason Williams                                   | Leyenda de la NBA            |
| Kris Wu (2)                                      | Actor/Cantante               |
| Entrenador: Jemele Hill (Anfitrión de la ESPN)   |                              |
| Asistente: Kyle Lowry (Jugador, Toronto Raptors) |                              |
| Asistente: Fat Joe (Rapero)                      |                              |

| Jugador                                                    | Oficio                        |
| ---------------------------------------------------------- | ----------------------------- |
| Miles Brown                                                | Actor                         |
| Tom Cavanagh (3)                                           | Actor                         |
| Mark Cuban (2)                                             | Dueño de los Dallas Mavericks |
| Baron Davis                                                | Leyenda de la NBA             |
| Andy Grammer                                               | Músico                        |
| Jiang Jinfu                                                | Actor, modelo                 |
| Anthony Mackie                                             | Actor                         |
| Romeo Miller (3)                                           | Actor                         |
| Hasan Minhaj                                               | Actor, comediante             |
| Master P (2)                                               | Actor, rapero                 |
| Candace Parker                                             | Jugadora de la WNBA           |
| Aarón Sánchez                                              | Chef mediático                |
| Entrenador: Michael Smith (Anfitrión de la ESPN)           |                               |
| Asistente: Draymond Green (Jugador, Golden State Warriors) |                               |
| Asistente: Rocsi Diaz (Personalidad de la TV)              |                               |